# Juliana Knust
Juliana Knust Sampaio, née le 29 mai 1981 à Niterói, est une actrice brésilienne.
Elle a commencé sa carrière avec la telenovela Malhação en 1997. Toutefois, c'est son rôle dans la telenovela Celebridade en 2003 aux côtés de Malu Mader qui lui donne une certaine notoriété et lui permet ainsi de faire la une de plusieurs magazine people brésiliens comme Boa Forma ou VIP. En 2007, elle pose pour l'édition brésilienne de Playboy